# Belá-Dulice
Belá-Dulice ist eine Gemeinde in der Slowakei. Sie liegt am Fuße der Großen Fatra etwa elf Kilometer südöstlich von Martin entfernt.

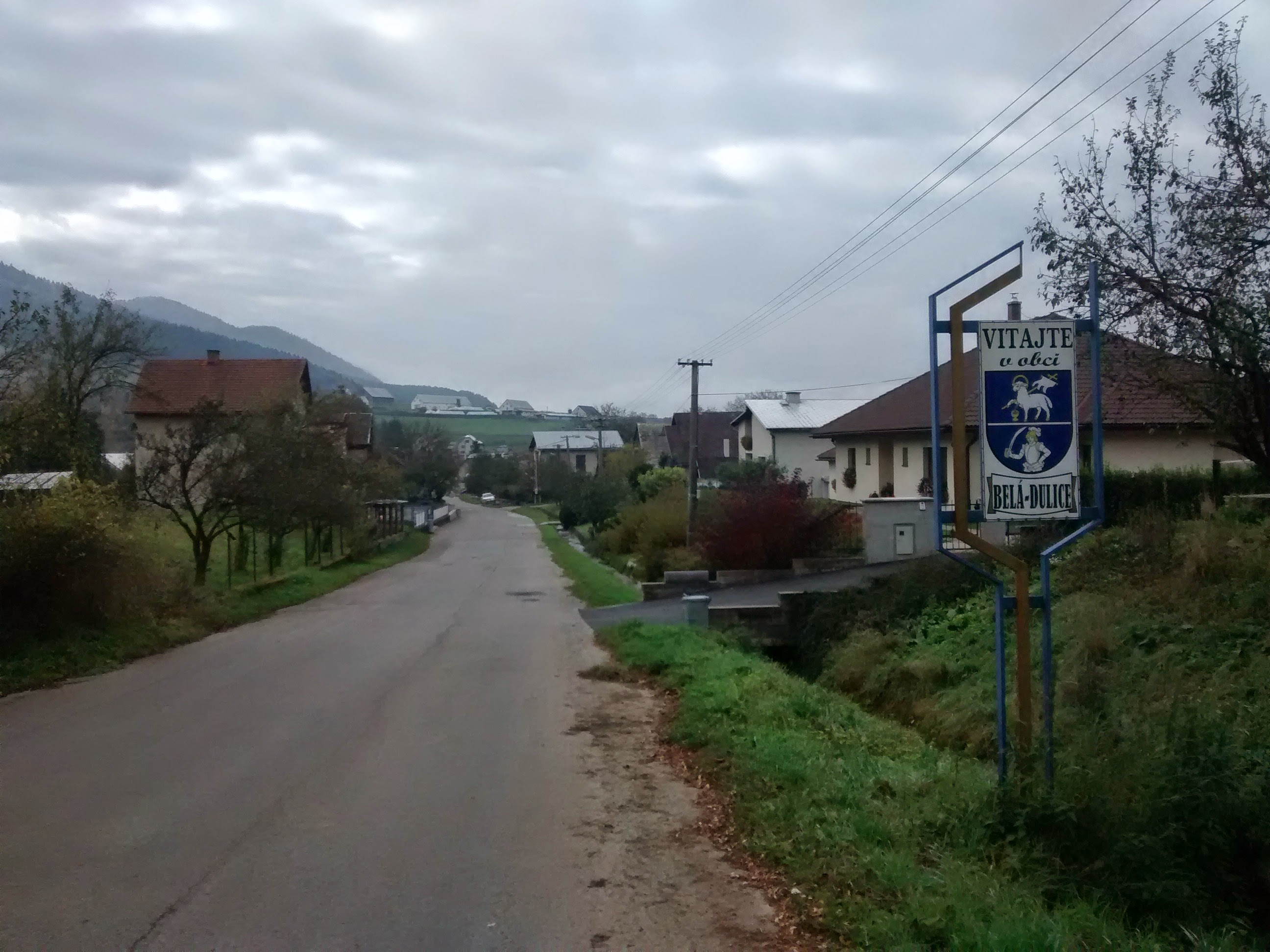
Ortseingang

Sie liegt im Turzer Kessel (Turčianska kotlina) nahe der Talmündungen des Jaseno- und des Belatals im Vorgebirge der Großen Fatra.
Sie entstand 1971 aus den Orten Belá (deutsch Bella) und Dulice (deutsch Dulitz), wobei letzterer südöstlich von Belá im bergigeren Gebiet liegt.

## Geschichte
Das Dorf wurde erstmals in historischen Aufzeichnungen im Jahre 1282 erwähnt.

## Bevölkerung
| Jahr                | 1994 | 2004    | 2014    | 2024    |
| ------------------- | ---- | ------- | ------- | ------- |
| Anzahl der Personen | 1223 | 1228    | 1264    | 1232    |
| Unterschied         |      | +0,40 % | +2,93 % | −2,53 % |

| Jahr                | 2023 | 2024    |
| ------------------- | ---- | ------- |
| Anzahl der Personen | 1245 | 1232    |
| Unterschied         |      | −1,04 % |